# Zawieszczewje
Zawieszczewje (ros. Завещевье) – wieś (ros. деревня, trb. dieriewnia) w zachodniej Rosji, w wołoście Luszczikskaja (osiedle wiejskie) rejonu bieżanickiego w obwodzie pskowskim.

## Geografia
Miejscowość położona jest nad rzeką Sieczenka, 17,5 km od centrum administracyjnego osiedla wiejskiego (Luszczik), 19 km od centrum administracyjnego rejonu (Bieżanicy), 113 km od stolicy obwodu (Psków).

## Demografia
W 2010 r. miejscowość zamieszkiwały 4 osoby.